# Новосхідницьке нафтове родовище
Новосхідницьке нафтове родовище — належить до Бориславсько-Покутського нафтогазоносного району Передкарпатської нафтогазоносної області Західного нафтогазоносного регіону України.

## Опис
Розташоване у Дрогобицькому районі Львівської області на відстані 18 км від м. Дрогобич.
Приурочене до другого ярусу складок північно-західної частини Бориславсько-Покутської зони. Район відомий з XIX ст. Район родовища має покривно-лусковий стиль тектоніки. Складки являють собою антикліналі північно-західного простягання. Довжина новосхідницької структури 7, Кропивницької та Південно-Кропивницької понад 11 м, ширина 2-2,3, 0,9-2,3, 1,5-2,0 м, висота 600, 1000 та 800 км відповідно. У 1976 р. структуру підготовлено до глибокого буріння. 
Перший промисловий приплив нафти отримано в 1980 р. з нижньоменілітових утворень Кропивницької складки з інт. 4860-4909 м. Всього пробурено 16 свердловин. 
Поклади пластові, склепінчасті, тектонічно екрановані та літологічно обмежені. Колектори — пісковики та алевроліти. Режим Покладів пружний (або пружноводонапірний) та розчиненого газу. 
Експлуатується з 1976 р. Запаси початкові видобувні категорій А+В+С1: нафти — 788 тис. т; розчиненого газу — 1288 млн. м³. Густина дегазованої нафти 843-851 кг/м³. Вміст сірки у нафті 0,2-0,31 мас.%.